# Patricia Richardson
Patricia Castle Richardson (ur. 23 lutego 1951 w Bethesda) – amerykańska aktorka.